# Private Eyes (Tommy Bolin)
Private Eyes è il secondo album in studio da solista del chitarrista statunitense Tommy Bolin, pubblicato nel 1976.

## Tracce
1. Bustin' Out for Rosey (Bolin) – 4:24
2. Sweet Burgundy (Bolin, Jeff Cook) – 4:13
3. Post Toastee (Bolin) – 9:03
4. Shake the Devil (Bolin, Cook) – 3:47
5. Gypsy Soul (Bolin, Cook) – 4:05
6. Someday We'll Bring Our Love Home (Bolin, John Tesar) – 3:05
7. Hello, Again (Bolin, Jeff Cook) – 3:39
8. You Told Me That You Loved Me (Bolin) – 5:15